# IJslandse kroon
De IJslandse kroon (IJslands: íslensk króna, meervoud: krónur) is het officiële betaalmiddel in IJsland.
Er zijn munten van 1, 5, 10, 50 en 100 kronen en briefjes van 500, 1000, 2000, 5000 en 10.000 kronen. 
Tot 1 oktober 2003 werd de kroon onderverdeeld in 100 eyrir (meervoud: aurar). Er waren munten van 5, 10 en 50 aurar, maar die zijn geen wettig betaalmiddel meer. De minimumprijs van goederen werd vastgesteld op 1 kroon. De aurar kwamen in gebruik toen de kroon in 1980 werd gedevalueerd: 100 oude kronen werden 1 nieuwe kroon of 100 aurar.
Omdat muntstukken van 1 kroon in de ogen van de IJslanders niets waard zijn, worden ze vaak weggegooid of in spelletjes gebruikt. In de IJslandse spreektaal wordt een kroon vaak kall (spreek uit 'katl') genoemd.

## Beschrijving munten
Op de achterkant staat een voorstelling van de vier beschermers van IJsland – de griffioen, draak, stier en reus (op de achterkant van de munt van 1 kroon staat alleen de reus afgebeeld) – de waarde in letters (ein króna, fimm krónur, tíu krónur, fimmtíu krónur, eitt hundrað krónur) en Ísland gevolgd door het jaar van drukken.
Op alle voorkanten staat een zeedier afgebeeld plus de waarde van de munt (1 kr, 5 kr, 10 kr, 50 kr, 100 kr). Het zeedier op de munt is bij:
- 1 kroon: kabeljauw.
- 5 kronen: gewone dolfijn.
- 10 kronen: lodde.
- 50 kronen: strandkrab.
- 100 kronen: snotolf.

De munten van 1, 5 en 10 kronen zijn van een koper-nikkellegering (3:1) en zijn respectievelijk 21,5 mm, 24,5 mm en 27,5 mm in doorsnede. De munten van 50 en 100 kronen zijn van alpaca en respectievelijk 23 en 25,5 mm in doorsnede.

## Beschrijving biljetten
- 500 kronen: 70 × 145 mm, rood, Jón Sigurðsson
- 1000 kronen: 70 × 150 mm, paars, Brynjólfur Sveinsson
- 2000 kronen: 70 × 150 mm, blauwpaars met geel, Jóhannes Sveinsson Kjarval
- 5000 kronen: 70 × 155 mm, blauw, Ragnheiður Jónsdóttir
- 10.000 kronen: 70 x 162 mm, blauw, Jónas Hallgrímsson

Opbouw beschrijving: waarde, afmeting, kleur, afgebeeld persoon.

## Wisselkoers
Van april 2006 tot februari 2008 schommelde de wisselkoers tussen de 85 en 100 IJslandse kroon per euro en verzwakte  nadien fors. Op 7 oktober 2008 werd de kroon aan de euro gekoppeld tegen een koers van 131 kronen per euro – dit nadat de kroon in twee maanden tijd 30% van zijn waarde had verloren en om beter weerstand te bieden aan de internationale kredietcrisis. Eén dag later werd de koppeling echter weer losgelaten omdat de IJslandse centrale bank niet in staat was voldoende steunaankopen te doen. Hierdoor raakte de kroon verder in vrije val en besloten banken, waaronder de ABN AMRO en GWK in Nederland om vanaf 9 oktober 2008 geen IJslandse kronen meer in te nemen. In 2009 lag de koers van de euro op circa 173 kronen. In 2010 trad enig herstel op en werd de euro gemiddeld tegen 162 IJslandse kronen verhandeld. Eind mei 2015 lag de wisselkoers op 150 kronen per euro.
In maart 2017 beëindigde de IJslandse regering de restricties op het kapitaalverkeer, waardoor kapitaal vrij het land kan in- en uitstromen. Nadat het kapitaalverkeer werd vrijgegeven noteerde de wisselkoers rond de 120 kronen voor een euro. 
In 2016 apprecieerde de IJslandse kroon met zo’n 15%. Om speculatieve schommelingen van de wisselkoers, die de handel en het toerisme kunnen beïnvloeden, tegen te gaan heeft de regering het plan opgesteld om de waarde van de munt te koppelen aan een andere valuta. De euro komt daar het meest voor in aanmerking omdat IJsland de meeste handel drijft met landen uit de eurozone.